# Kasteel van Montebello
Het Kasteel van Montebello (in het Frans ook wel het Chateau de Mareuil genoemd) ligt in de Franse gemeente Aÿ-Champagne (deelgemeente Mareuil-sur-Ay), in het departement Marne (regio Grand Est). Het staat sinds 2003 op de lijst van Historische Monumenten van Frankrijk. Sinds 2015 is het een onderdeel van het UNESCO-werelderfgoed “Heuvels, huizen en kelders van de Champagne”.

## Geschiedenis
De geschiedenis begint halverwege de 18e eeuw, wanneer Jean-Baptiste-Nicolas Thomas de Pange, heer van Domangeville, derde zoon van Jean-Baptiste Thomas, markies van Pange, de heerlijkheid van Mareuil-sur-Ay als huwelijksgeschenk ontvangt. Hij liet een eerste kasteel bouwen voor zijn vrouw. Van 1771 tot 1774 liet hij er rode bakstenen gevels aan toevoegen ter herinnering aan het Kasteel van Pange, het kasteel uit zijn jeugd in Moselle.

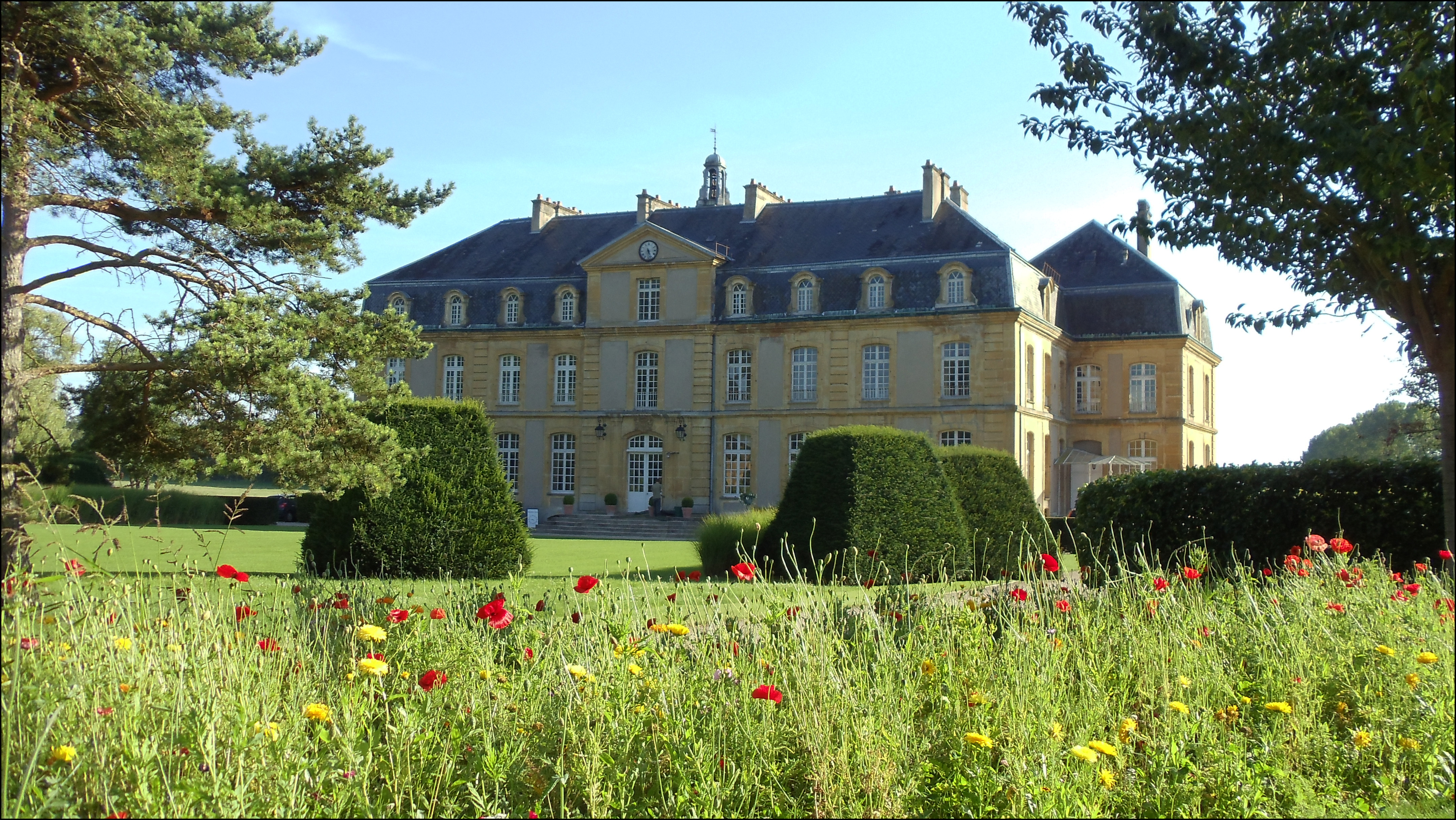
Kasteel van Pange, dat de inspiratie vormde voor het kasteel van Mareuil.

Na zijn dood en die van zijn vrouw twee maanden later bleven hun vier kinderen, onder wie zijn dochter Anne-Louise de Domangeville die in 1779 trouwde met haar neef, de graaf van Sérilly, in het kasteel wonen. Familieruzies zorgden er voor dat het landgoed in 1788 verkocht werd aan de hertog van Orléans (de toekomstige "Philippe Égalité", die op 6 november 1793 onthoofd werd).
Na de dood van de hertog kende het kasteel verschillende eigenaren, totdat in 1830 de twee zonen van maarschalk Lannes, hertog van Montebello, het landgoed met ruim honderd hectare wijngaarden overnamen. Zij creëerden in 1834 de champagne Alfred Lannes de Montebello, die tot de grote crisis van 1929 werd verdeeld.
Het merk werd via de rechtbank gekocht door René Chayoux (1892 - 1969), een jonge ondernemer uit Reims, die later ook het merk Ayala zou overnemen. Na zijn dood kwam het landgoed in handen van zijn rechterhand Jean-Michel Ducellier (1918 - 2003) en vervolgens van diens zoon Alain Ducellier, die het verkocht aan een Zwitserse zakenman, Jean-Jacques Frey, die al eigenaar was van het kasteel La Lagune in Bordeaux. Jean-Jacques Frey maakte een einde aan het merk Montebello en verkocht Ayala aan Bollinger, maar behield wel het kasteel en liet het volledig renoveren.
Alle gemeenschappelijke ruimtes die gebruikt werden voor het maken van champagne zijn bewaard gebleven, evenals de kelders en de centrale toren van de binnenplaats (voormalige administratie van het merk Montebello) en de bijbehorende gedecoreerde lounges.

### Klassering en UNESCO-werelderfgoed
Het kasteel, de bijgebouwen, de ontvangstruimte en twee paviljoens werden op 5 november 2003 geklasseerd als Frans historisch monument, evenals het park met de ondergrondse gangen, de ijskelder, het hekwerk en de poort, de twee moestuinen, de omheining en de oranjerie. 
Sinds 2015 is het een onderdeel van het UNESCO-werelderfgoed “Heuvels, huizen en kelders van de Champagne”. Het kasteel staat in een gemeente die deel uitmaakt van de inschrijving, maar wordt ook apart benoemd.

Les vignobles historiques comprennent les premiers aires de viticultures, les villages d'Hautvillers, Aÿ et Mareuil-sur-Ay et le clos et les vestiges de l'abbeye de d'Hautvillers, le chateau de Montobello ainsi que l'infrastructure viticole (...)
— Tot de historische wijngaarden behoren de eerste wijnbouwgebieden, de dorpen Hautvillers, Aÿ en Mareuil-sur-Ay en de kloostergang en de overblijfselen van de abdij van Hautvillers, het kasteel van Montebello en de wijnbouwinfrastructuur (...)

## Architectuur
Het kasteel van Mareuil werd tussen 1771 en 1774 gebouwd naar de plannen van de architecten Chevotet en Chaussard en wordt gekenmerkt door een exterieur met baksteen in de hoekstenen en raamkozijnen. De bijgebouwen zijn gebouwd in een U-vorm en de noordelijke vleugel werd aan het einde van de 19e eeuw aangepast. De duiventil werd omgebouwd tot ontvangstruimte en bij de ingang van de binnenplaats werden twee paviljoenen gebouwd. 
Het park rond het kasteel werd rond 1896 opnieuw ontworpen door de landschapsarchitect Édouard Redont. De twee moestuinen zijn ommuurd en dateren uit het einde van de 18e eeuw.

## Galerij

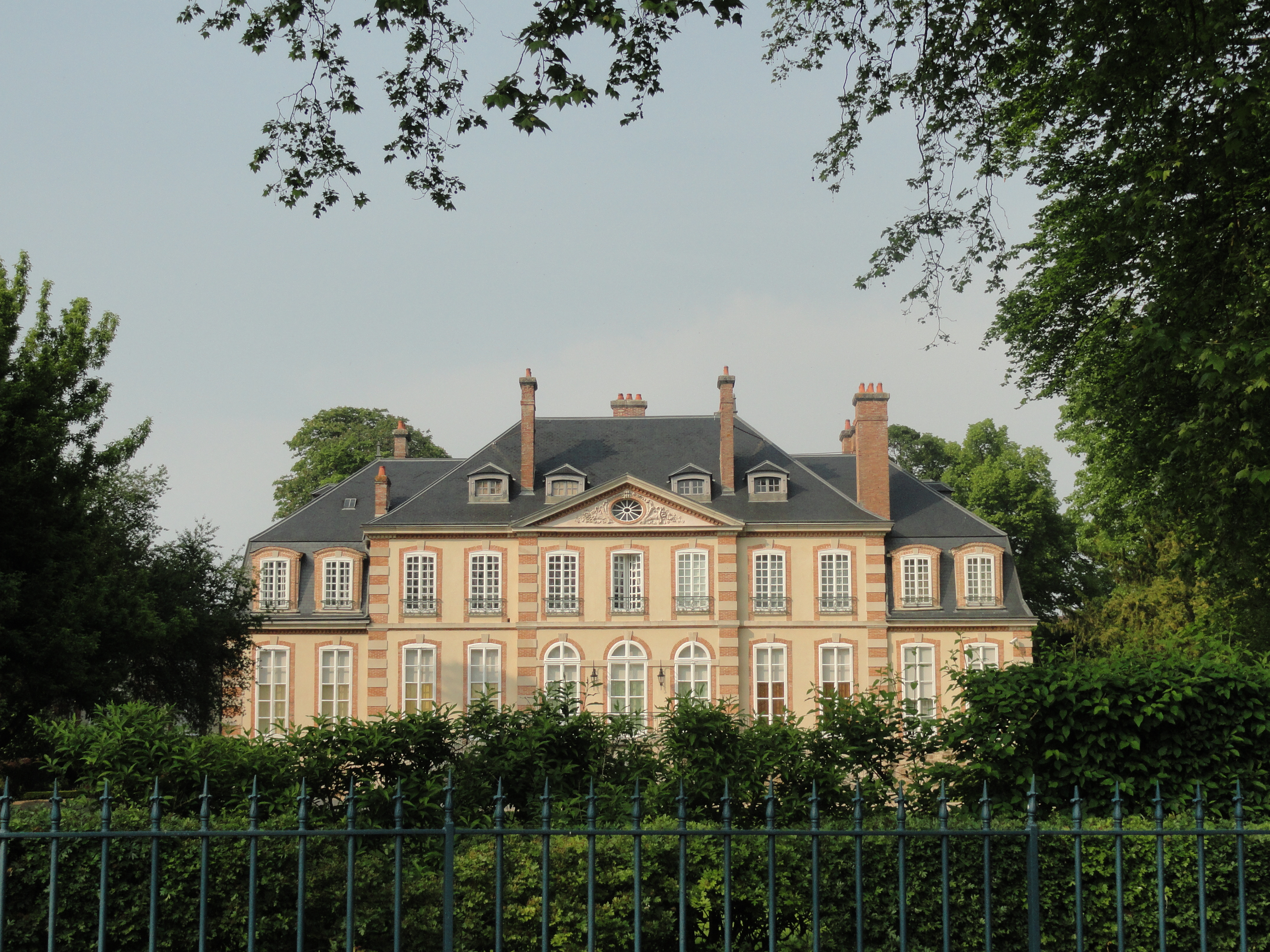
Zicht achterzijde
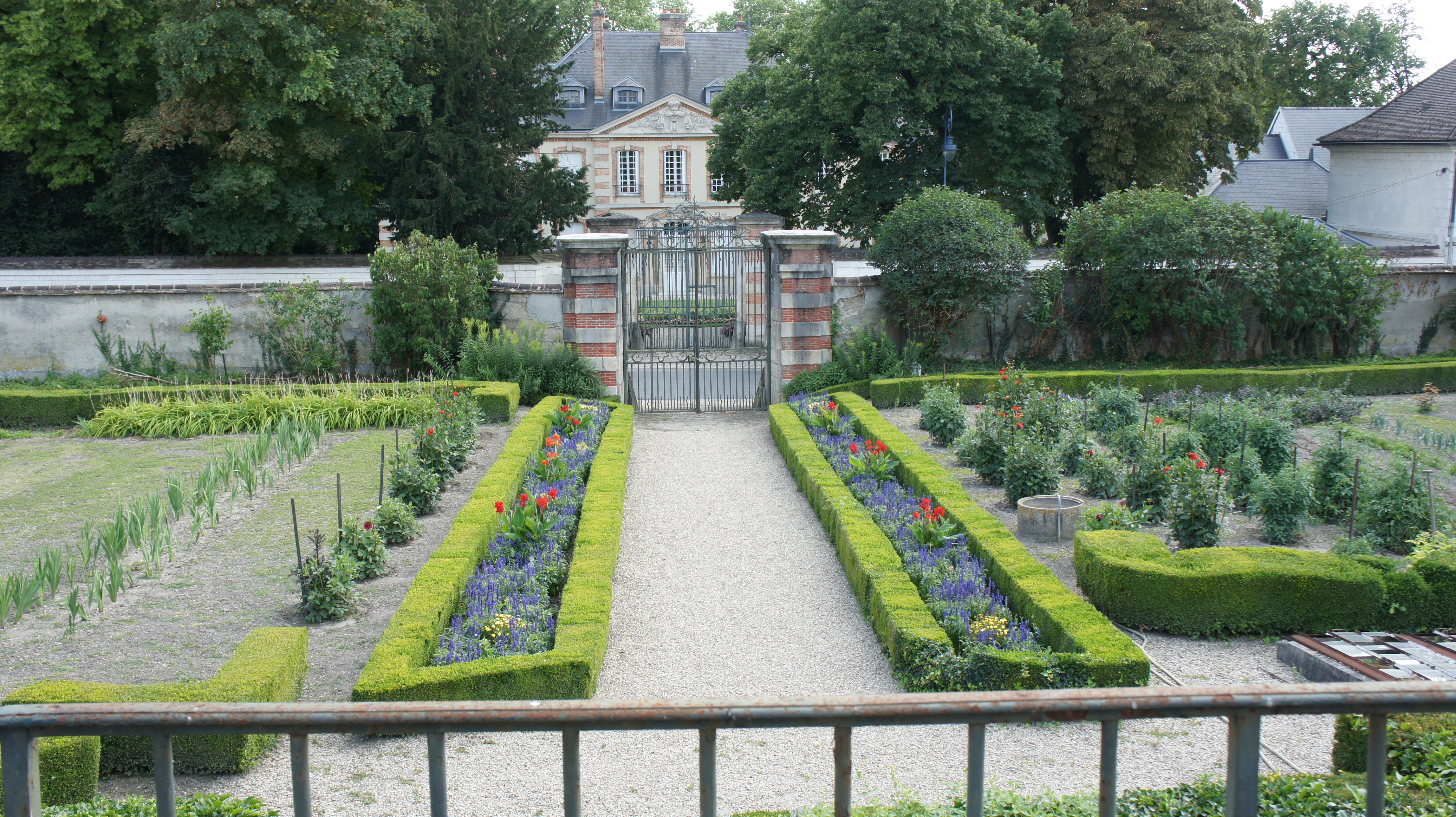
Zicht op de eerste moestuin
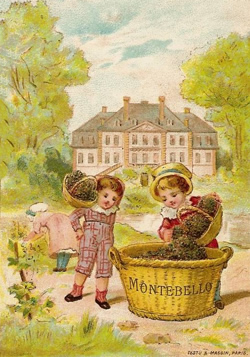
Het kasteel op een oude affiche
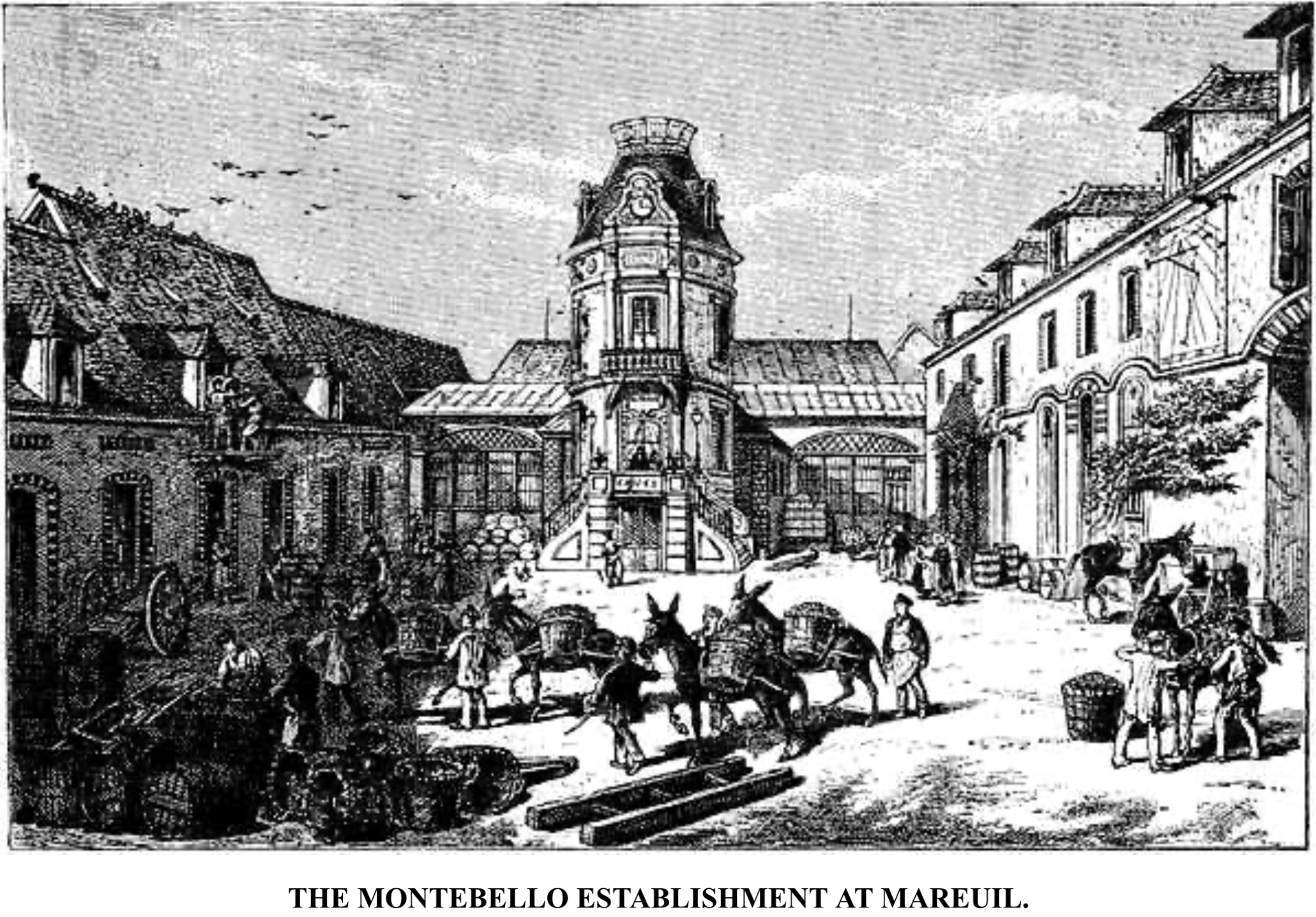
Zicht binnenplaats (vroeger)
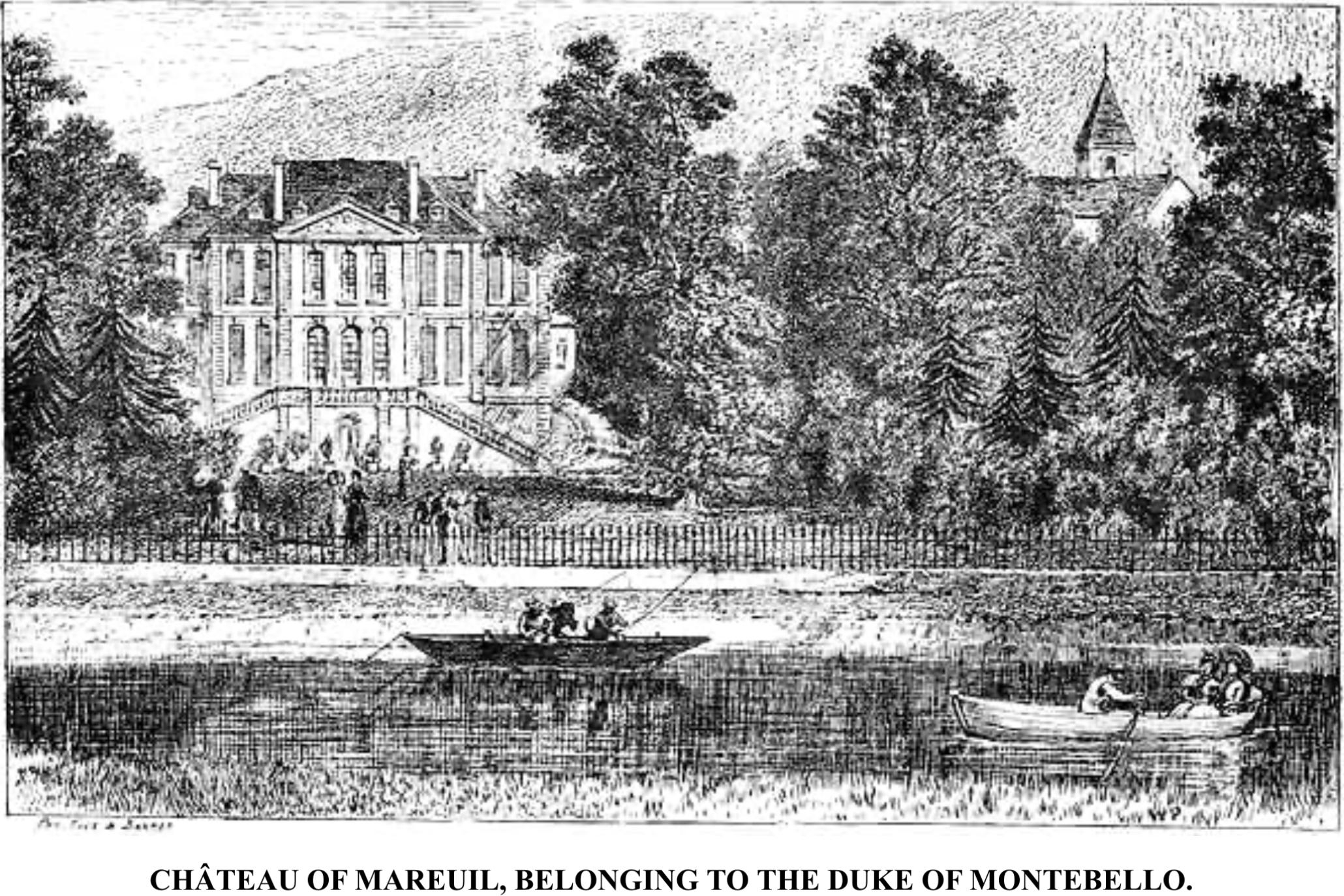
Zicht achterzijde (vroeger)

Mont-Saint-Michel en baai · Kathedraal van Chartres · Paleis en park van Versailles · Basiliek van Vézelay op de colline éternelle · Prehistorische locaties en beschilderde grotten in de Vézèrevallei · Paleis en park van Fontainebleau · Kathedraal van Amiens · Romeins theater en omgeving en de triomfboog van Orange · Arles, Romeinse en romaanse monumenten · Cisterciënzer Abdij van Fontenay · Zoutziederij Salins-les-Bains en Koninklijke zoutziederij Arc-et Senans · Place Stanislas, Place de la Carrière en Place d'Alliance in Nancy · Abdijkerk van Saint-Savin-sur-Gartempe · Golf van Porto: Calanches de Piana, Golf van Girolata, Natuurreservaat Scandola · Pont du Gard · Straatsburg: Grande-Île · Parijs: oevers van de Seine · Kathedraal Notre Dame, Abdij van Saint-Remi en Paleis van Tau in Reims · Kathedraal van Bourges · Historisch centrum van Avignon · Canal du Midi · Historische vestingstad Carcassonne · Nationaal park Pyrénées-Mont Perdu · Pelgrimsroutes in Frankrijk naar Santiago de Compostella · Historisch Lyon · Rechtsgebied van Saint-Émilion · Loiredal tussen Sully-sur-Loire en Chalonnes-sur-Loire · Provins, stad van middeleeuwse jaarmarkten · Le Havre, stad herbouwd door Auguste Perret · Belforten in België en Frankrijk · Bordeaux, Port de la Lune · Vestingwerken van Vauban · Lagunes van Nieuw-Caledonië: rifdiversiteit en ecosystemen · Bisschopsstad Albi · Pitons, cirques en "remparts" van het eiland Réunion · De Causses en de Cevennen, mediterraan agropastoraal cultuurlandschap · Prehistorische paalwoningen in de Alpen · Steenkoolbekken van Nord-Pas-de-Calais · Beschilderde grot van de Pont d'Arc, bekend als de Grotte Chauvet-Pont-d’Arc, Ardèche · De climats van de wijnstreek Bourgogne · Heuvels, huizen en wijnkelders van Champagne · Architecturaal werk van Le Corbusier · Taputapuātea · Tektonisch landschap Chaîne des Puys en Limagnebreuklijn · Franse Zuidelijke Gebieden en Zeeën · Historische kuuroorden van Europa (Vichy) · Vuurtoren van Cordouan · Nice, winterbadplaats aan de Rivièra  · Oude en voorhistorische beukenbossen van de Karpaten en andere regio's van Europa ·  Te Henua Enata - De Markiezeneilanden